# Saint-Michel (Tarn-et-Garonne)
Saint-Michel é uma comuna francesa na região administrativa de Occitânia, no departamento de Tarn-et-Garonne. Estende-se por uma área de 13,41 km². Em 2010 a comuna tinha 272 habitantes (densidade: 20,3 hab./km²).